# Coocurrència
En el camp de la lingüística, la coocurrència és una utilització conjunta i ordenada de dues unitats lèxiques (mots, per exemple) en una unitat superior, com podrien ser un enunciat, un document o un corpus textual. Existeix la suposició de que els termes resulten mútuament dependents quan el seu ús en conjunt és molt freqüent. S'han fet tests estadístics que proveeixen de mitjans per a la seva suposada dependència, com poden ser variants del test d'informació mútua o del quoficient de versemblança. Aquest ús conjunt pot ser degut tant a motius gramaticals com semàntics, ja que la coocurrència requereix per si mateixa uns termes complementaris com un camp semàntic.

## Col·locacions
Quan es produeix de manera provada la freqüent dependència semàntica o gramàtica de dos termes es parla de col·locació. El DIEC defineix aquest terme de la següent manera: "2 f. [FL] Associació de dos mots en què un té tendència a combinar-se amb l’altre per a expressar un significat determinat, d’una manera no totalment lliure ni predictible a partir de la gramàtica i de la semàntica. La col·locació és un tipus específic de coocurrència". Aquesta combinació sol ser fixa i a més pautada per les anomenades "restriccions col·locacionals". En català diem "prendre una decisió" mentre que en anglès la fórmula és "to make a decision" (fer). Aquests emparellaments són arbitraris i, per tant, tendeixen a exhibir més varietat entre llengües que la categoria anterior. No totes, però, les col·locacions tenen el mateix nivell de restricció. M. Àngels Martínez Salom destaca que en la mateixa teoria de Cruse (1986) es diferencia diversos tipus de restricció col·locacional d'acord amb la intensitat amb què hom pot identificar els trets semàntics obligatoris. En aquelles afectades per restriccions sistemàtiques, el tipus de combinacions és previsible i es defineix en funció de certes característiques semàntiques. D'altra banda, existeixen col·locacions que restringeixen de manera idiosincràtica, en què es impossible definir què hi ha de comú pel que fa als elements semàntics d'ambdós col·locatius possibles, ja que no es percep cap motivació semàntica en els col·locatius combinables amb una unitat determinada i no una altra.
A més de la lingüística, tots dos conceptes són de gran rellevància en l'àmbit de la recuperació d'informació.

## Exemples de coocurrències
Les locucions són coocurrències "estables", ja que funcionen com si fossin una sola unitat lèxica amb significat propi i no pas derivat de la suma de significats dels seus components. Per exemple, una frase feta catalana com "ficar els peus a la galleda" (cometre un error, generalment de caràcter social, que provoca una situació incòmoda), no té un significat procedent de la suma dels seus diferents mots, sinó que acaba sent una sola unitat lèxica.

## Coocurrències d'oracions i per proximitat
Com una forma de recompte avançat en dimensions molt més altes, dins la pràctica de la mineria de textos es diferencia entre coocurrència d'oracions (unitats lèxiques que es fan servir junts dins d'una oració) i per proximitat (les unitats lèxiques es troben a relativa poca distància l'una de l'altra). És concebible trobar-les en relació amb textos més grans, però a la pràctica no es prenen en consideració degut a l'alta capacitat de procés de l'escriptura mecanitzada.